# Реклингхаузен
Реклингхаузен (њем. Recklinghausen) град је у њемачкој савезној држави Северна Рајна-Вестфалија. Једно је од 10 општинских средишта округа Реклингхаузен. Према процјени из 2010. у граду је живјело 120.059 становника. Посједује регионалну шифру (AGS) 5562032, NUTS (DEA36) и LOCODE (DE REC) код.

## Географски и демографски подаци
Реклингхаузен се налази у савезној држави Северна Рајна-Вестфалија у округу Реклингхаузен. Град се налази на надморској висини од 85 метара. Површина општине износи 66,4 km². У самом граду је, према процјени из 2010. године, живјело 120.059 становника. Просјечна густина становништва износи 1.807 становника/km².

## Међународна сарадња
| Мјесто      | Држава               | Врста сарадње | Од    |
| ----------- | -------------------- | ------------- | ----- |
| Ел Прогресо | Хондурас             | контакт       | 1967. |
| Престон     | Уједињено Краљевство | партнерство   | 1956. |
| Дуе         | Француска            | партнерство   | 1965. |
| Битом       | Пољска               | партнерство   | 2000. |
| Дордрехт    | Холандија            | партнерство   | 1974. |
| Ако         | Израел               | партнерство   | 1979. |
| Извор       |                      |               |       |